# Bataille d'Arni
Deuxième guerre carnatique
Batailles
- Ambour
- Tanjore
- Trichinopoly
- Arcate
- Arni
- Srirangam
- Roc-d'Or

La bataille d'Arni se déroula le 3 décembre 1751 à Arni, dans l'actuel État indien du Tamil Nadu, au cours de la troisième guerre carnatique. Elle opposa un contingent de la Compagnie britannique des Indes orientales mené par Robert Clive, soutenu par un détachement marathe, à une armée franco-indienne beaucoup plus importante sous les ordres de Raza Sahib et du capitaine Joseph Enemont Brenier. L'affrontement se solda par une victoire britannique. 